# Österängens IP
Österängens IP är en idrottsanläggning i Fålhagen i centrala Uppsala i Uppsala län.

## Historik
Platsen där Österängen är belägen idag fungerade som lertäkt för tegeltillverkningen vid Vaksala Nya Tegelbruk på 1920-talet. Redan 1919 bestämdes dock att gropen inte skulle fyllas igen utan att en idrottsanläggning skulle anläggas på platsen. Under bland annat 1930-talet användes ytan som spontanidrottsplats och det dröjde ända till 1956 innan Österängens IP stod klar, uppförd av byggnadsfirman David E Roos AB. Österängen var Uppsalas första kommunala centralanläggning för idrott. Anläggningen har sedan dess varit den främsta idrottsplatsen i Uppsala vid sidan om Studenternas IP, för såväl friidrott som för fotboll. En större ombyggnation ägde rum 2013 inför anordnandet av Student-VM i amerikansk fotboll 2014. Bland annat ersattes då gräsplanen med en konstgräsplan och nya löparbanor anlades.

## Idag
Anläggningen är idag, 2015, huvudanläggning för Upsala IF friidrott, friidrottsgymnasiet i Celsiusskolan, ISUN och IFK Uppsala fotboll. Även IF Vesta med flera mindre föreningar använder Österängen som hemmaplan.

### Fotnoter
1. 1 2  ”Arkiverade kopian”. Arkiverad från originalet den 30 juni 2015. https://web.archive.org/web/20150630202123/http://bolag.uppsala.se/Sportfastigheter/Amne2/Osterangens-IP/. Läst 5 maj 2015.
2. 1 2  http://www.uppsalanyheter.se/nyheter/kommun/item/1862-osterangens-ip-blir-sig-aldrig-mer-likt
3. ↑  Moen, Olof (1990): ”Idrottsanläggningar och idrottens rumsliga utveckling i svenskt stadsbyggande under 1900-talet”, Occasional paper 1990:4, Kulturgeografiska institutionen, Göteborgs universitet, sid. 342 f.